# Trichoreninus major
Trichoreninus major är en skalbaggsart som först beskrevs av Bruch 1923.  Trichoreninus major ingår i släktet Trichoreninus och familjen stumpbaggar. Inga underarter finns listade i Catalogue of Life.